# Sociedade Brasileira de Química
A Sociedade Brasileira de Química (SBQ) é uma instituição oficial brasileira destinada a cuidar dos assuntos de mérito da química, nos seus vários aspectos, científico, epistemológico, metodológico, bem como pragmático, foi fundada em 1977, durante uma reunião anual da Sociedade Brasileira para o Progresso da Ciência.
A SBQ, uma sociedade aberta à participação de profissionais em química e áreas afins, é dirigida por uma diretoria eleita a cada dois anos e um Conselho Consultivo. Tem atuado de forma expressiva no desenvolvimento e consolidação da comunidade química brasileira, e na divulgação da Química e de suas importantes relações, aplicações e consequências para o desenvolvimento do país e para a melhoria da qualidade de vida dos cidadãos. Congrega mais de 3.000 sócios e dispõe de 23 secretarias regionais espalhadas por todo o país, bem como 12 divisões científicas específicas, concernentes às principais áreas da Química.
Além da promoção de reuniões anuais dos congregados (RASBQ), bastante frutíferas, a SBQ tem promovido outros eventos anuais sobre áreas da Química, para os quais converge um expressivo número de participantes e de trabalhos apresentados. O impacto na comunidade química brasileira é evidenciado pela publicação das revistas Revista Virtual de Química, Química Nova, Journal of the Brazilian Chemical Society (JBCS) e Química nova na escola (especificamente dirigida a professores de Química nas escolas brasileiras), além de um boletim eletrônico semanal. Essas publicações divulgam parte substancial da produção da pesquisa brasileira em Química nos contextos nacional e internacional.
A Sociedade Brasileira de Química teve uma homônima (inicialmente Sociedade Brasileira de Chimica), que existiu entre 1922 e 1951, que surgiu da realização do Primeiro Congresso Brasileiro de Química, no Rio de Janeiro.